# Denisonia devisi
Espèce
Synonymes
- Hoplocephalus ornatus De Vis, 1884
- Denisonia maculata devisi Waite & Longman, 1920

Denisonia devisi est une espèce de serpents de la famille des Elapidae.

## Répartition
Cette espèce est endémique d'Australie. Elle se rencontre au Victoria en Nouvelle-Galles du Sud et au Queensland.

## Description
L'holotype de Denisonia devisi mesure 345 mm dont 56 mm pour la queue. C'est un serpent vivipare venimeux.

## Étymologie
Cette espèce est nommée en l'honneur de Charles Walter De Vis (1829-1915).

## Publication originale
- Waite & Longman, 1920 : Description of little-known Australian snakes. Records of the South Australian Museum, vol. 1, p. 173-180 (texte intégral).